# Sonatine voor piano (Chatsjatoerjan)
Sonatine voor piano (Russisch: Сонатина для фортепиано, Sonatina dlya fortepiano) is  een compositie van Aram Chatsjatoerjan.
Chatsjtatoerjan schreef deze sonatine (een kleine sonate) twee jaar voordat hij zijn enige pianosonate schreef. Het kleine zit hem daarbij in de tijdsduur van beide werken; de sonatine duurt slechts negen minuten; de sonate een half uur.
Chatsjatoerjan wendde zich voor deze sonate tot de klassieke driedelige opzet in de traditie snel-langzaam-snel:
- Allegro giocoso (maatslag 152-160)
- Andante con anima, rubato (maatslag 108)
- Allegro mosso (maatslag 144-=152)

Pianist Murray McLachlan die het werkje in 1992 opnam omschreef het als een werkje waarin de solist zich kan uitleven en etaleren. In deel 1 strijden twee motieven om voorrang, deel 2 lijkt op een pastoraal wiegeliedje; deel 3 vraagt om een hoge virtuositeit. Het laatste deel sluit af met een coda dat teruggrijpt op deel 1. Dezelfde pianist vond het slot lijken op een werk van de Fransman Francis Poulenc, een heel andere componist met een heel ander oeuvre dan dat van de Armeen. Richard Waterhouse omschreef het anders voor de opname van Iyad Sughayer voor Bis Records in 2018. Hij zag het als een didactisch werk gezien de instantie waar aan het opgedragen is. Deel 1 vond hij wrange humor, deel 2 kunstig en vloeiend in de stijl van Maurice Ravel. Alles ter voorbereiding op een schitterend slot (qua opzet). 
Chatsjatoerjan droeg het werk op aan de muziekschool van Prokopjevsk.